# Arsinoe Moratorio
Arsinoe Moratorio (Montevideo, 1910-1994) fue una poeta uruguaya de mediados del siglo XX.

## Biografía
Su obra sale publicada por primera vez en 1949, con "Muro de Niebla". En 1951 publicó "Presencia de la Rosa". En 1954, "Garza Pasajera" y, posteriormente, "La Última Garza".
Su poesía es muy simbólica, hermética y alusiva, en línea con los poetas Basso Maglio y Juvenal Ortíz Saraleguy. Prefería la forma del soneto, gustaba de los metros de procedencia clásica. Compuso una poesía interior, del recuerdo, y manejaba el ritmo con flexibilidad y tersura.
Compuso, además, un trabajo de crítica llamado "Diez Poetas Españoles" y un volumen de comentarios a veintinueve mujeres uruguayas que se han distinguido en diversas actividades titulado "Mujeres del Uruguay".
Según la académica española Carmen Morán Rodríguez, algunos de sus poemas formaron parte de  "Antolojía de la poesía escondida de Arjentina y Uruguay", obra no publicada del reconocido escritor Juan Ramón Jiménez. Esta académica realiza un pequeño estudio del escritor español a partir de su breve estadía en el Río de la Plata en el año 1948, en el que dijo encontrar un preciado secreto. Cuarenta autores habrían sido los seleccionados para integrarla. Solo seis de ellos eran uruguayos: Orfila Bardesio, Enrique Casaravilla Lemos, Arsinoe Moratorio, Clara Silva, Idea Vilariño e Ida Vitale. Entre los argentinos, se destaca la presencia de Macedonio Fernández y Juan Rodolfo Wilcock.